# Ariadne actisanes
Ariadne actisanes es una especie de lepidóptero de la familia Nymphalidae, género Ariadne.

## Localización
Esta especie se localiza en Nigeria, Camerún, Gabón, Zaire.